# Blondelia polita
Blondelia polita là một loài ruồi trong họ Tachinidae.